# Ludlow Typograph
La Ludlow Typograph est une machine typographique destinée à fondre des lignes de caractères pour l'impression d'un texte.

## Histoire
La société Ludlow Typograph & Co a été fondée en 1906 par Washington I. Ludlow et William A. Reade. Ludlow avait mis au point une machine à composer assez semblable à la Linotype de Mengenthaler, et déposé un brevet en 1907. En 1909, la société acquiert à Chicago les locaux du graveur de caractères Robert Wiebking et sa machine à graver. Après plusieurs essais infructueux, en août 1913, un nouveau brevet est déposé pour une machine à fondre les caractères, fonctionnant au gaz, à partir de matrices disposées à la main.
En 1913 la Ludlow est acquise par le Chicago Evening Post qui l'utilise pour composer les titres.
La Typograph Ludlow se répand donc rapidement dans les petites imprimeries et les journaux, où elle sert pour composer les titres, le texte courant étant réalisé sur Linotype. Elle se perfectionne avec le temps. En 1929, apparaît le premier modèle fonctionnant à l'électricité. En 1965, sort le modèle M, plus rapide et fiable, et en 1982 le modèle N utilise l'air comprimé pour injecter le plomb dans le moule.
La Ludlow ne doit pas être confondue avec d'autres machines portant le nom de Typograph : en particulier, le Typograph de l'Américain John Raphael Rogers (1895), machine à composer assez semblable par son principe à la Linotype, qui racheta d'ailleurs l'entreprise de Rogers, mais la Typograph continua sa carrière en Allemagne, où elle échappait aux brevets américains.

## Fonctionnement

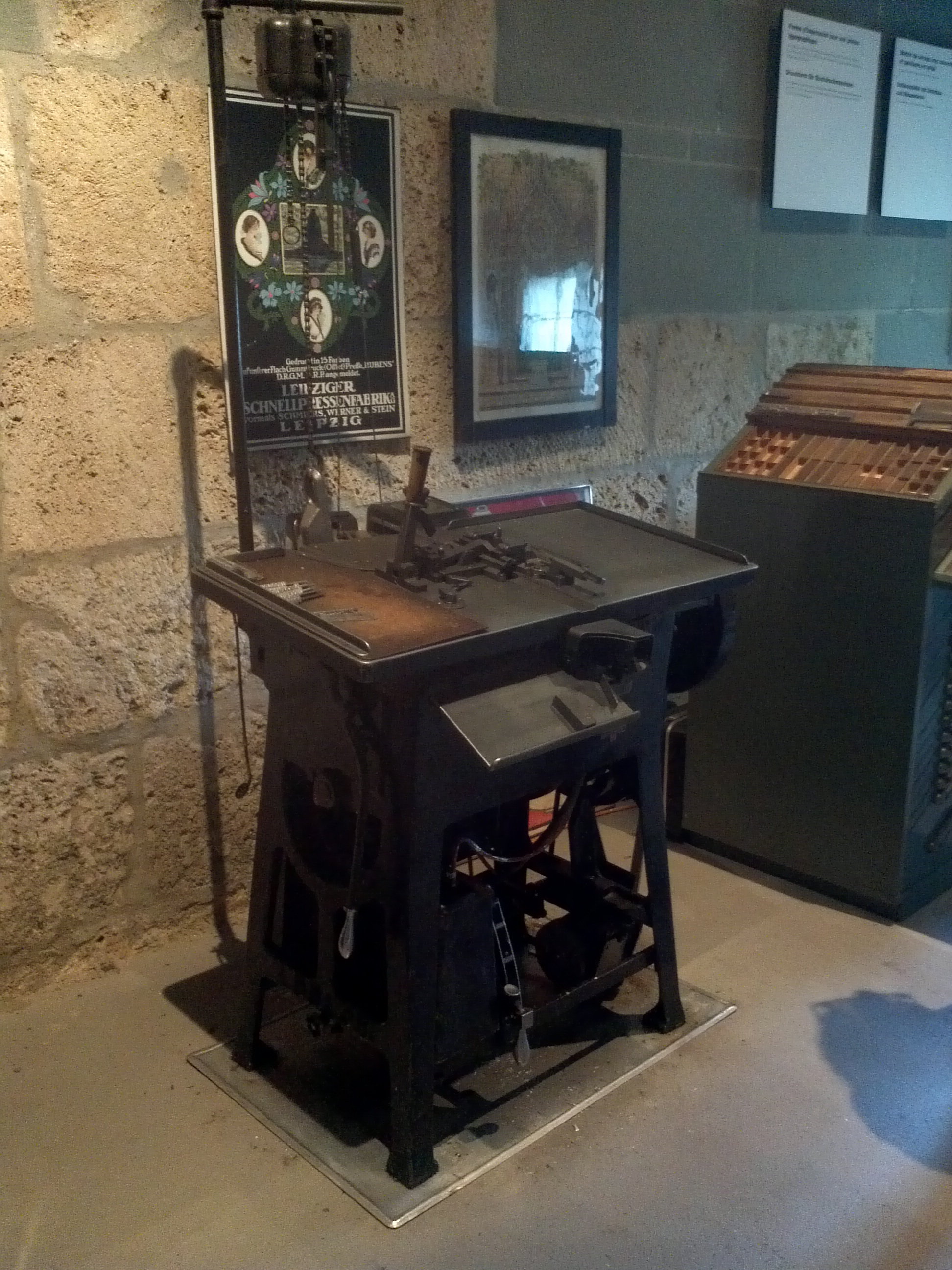
Fondeuse Ludlow visible au musée Gutenberg à Fribourg, en Suisse.

Au lieu de composer le texte avec les caractères typographiques traditionnels, l'opérateur place sur un composteur des matrices en laiton, portant en creux l'empreinte du caractère. Certains composteurs permettent une composition semi-automatique centrée, ferrée à droite ou à gauche, sur une justification prédéfinie à l'aide d'un curseur. Une fois la ligne composée, elle est placée dans la machine, les espaces sont disposées entre les mots et les signes, peuvent servir également à la justification sur les composteurs manuels, et une coulée de plomb typographique vient prendre l'empreinte du texte. Les lignes moulées sont ensuite assemblées pour une impression traditionnelle, les matrices sont récupérées, redistribuées et peuvent resservir immédiatement. Par rapport à la Linotype, la machine Ludlow est d'une grande simplicité, elle est dépourvue du clavier et du système de composition et de redistribution automatisé, qui sont très complexes et qui rendent la Linotype plus onéreuse ; enfin elle est moins encombrante par son volume. Par rapport à la composition manuelle traditionnelle, la Typograph permet d'économiser des quantités de caractères, qui resteraient immobilisés jusqu'à l'impression et à la correction, nécessitant pour des ouvrages importants comme les livres ou les journaux, un grand nombre de casses de caractères. Au contraire, les matrices sont toujours disponibles, plus résistantes, et fournissent des lignes de caractères neuves à chaque fois, alors que les caractères typographiques, facilement dégradables, sont sujets à l'usure, pouvant en cas de mauvaise manipulation sortir de leur position dans la forme. Bien que les matrices puissent descendre jusqu'au corps 6, leur utilisation optimale était plutôt dans le corps 14 et au-dessus, donc pour les titres et sous-titres.
La machine se compose d'une table en fonte, très lourde, qui se relève à la verticale sur un axe arrière pour l'entretien de la machine. Sur l'arrière gauche se trouve le creuset dans lequel l'alliage est fondu grâce à une résistance électrique. Au-dessus du creuset est suspendu le lingot d'alliage, appelé « saumon », à une chaîne qui le descend, au fur et à mesure des besoins, dans le métal en fusion afin d'entretenir le niveau. Le composteur, une fois la ligne composée et serrée, est glissé dans une ouverture sur la table. On abaisse une manette pour bloquer le composteur. Une manette disposée du côté droit de la table active le mécanisme d'injection du métal grâce à un piston dans la bouche qui servira de ligne bloc à la composition. Le creuset tourne sous cette bouche, injecte le métal puis se retire. La ligne est immédiatement refroidie par une circulation d'eau froide en circuit fermé puis éjectée dans une galée se situant devant l'opérateur, sous la table. L'opérateur peut alors libérer le composteur pour le récupérer et composer la ligne suivante. Les lignes blocs étaient refondues après usage et moulées en lingots pour recommencer le cycle .
Le cycle de rotation du creuset (montée de la bouche vers le moule, enfoncement du piston, dégagement du piston, descente et retour du creuset, refroidissement et éjection de la ligne) se fait grâce à un moteur électrique entraînant un arbre à cames qui décompose chaque mouvement. Plusieurs sécurités mécaniques enchaînées empêchent toute injection intempestive si toutes les conditions ne sont pas réunies pour réaliser l'opération en toute sécurité (la manette de maintien ne peut être abaissée en l'absence du composteur, la manette d'action ne peut être enfoncée si la table est levée, si la manette de maintien n'est pas abaissée, etc.).
Un entretien minutieux de l'appareil doit être réalisé quotidiennement : brossage de la bouche d'injection pour retirer tout dépôt ; remplacement périodique du feutre de nettoyage de la bouche ; nettoyage de la zone de travail. Périodiquement, il faut décalaminer le piston et la chemise grâce à une brosse métallique, polir les matrices, huiler les composteurs, graisser la mécanique... Les rares ennuis proviennent de la clavette d'entraînement de l'arbre qui casse dès qu'un blocage survient (on a toujours une réserve de clavettes) et, parfois, d'un jet de métal sur une bouche sale qui éclabousse un peu partout : nettoyage impératif avant toute reprise de production. L'ouvrier doit porter un tablier de cuir pour se protéger.
La Ludlow est très utilisée pour la fabrication des timbres en caoutchouc jusqu'à la fin des années 1980.
Les atouts principaux des fondeuses de lignes-bloc sont une impression inégalée en qualité, car les caractères sont toujours neufs, fondus à la demande, ne servant qu'une fois, contrairement aux caractères mobiles qui s'usent et finissaient par s'arrondir ; et, les lignes étant solidaires, l'ouvrier est à l'abri des soleils et autres pâtés d'une composition mal ficelée.

## Pérennité
Il est possible d'en voir encore en fonctionnement. L'atelier-musée de l'imprimerie Les Amis de Gutenberg, situé à Charmont-sous-Barbuise (Aube), en possède une, donnée par l'imprimerie La Renaissance sise aux Écrevolles. C'est un modèle M, datant de 1965 ; après bien des déboires, elle a été remise en état en 2022 et n'est mise en fonctionnement que lors de journées exceptionnelles ainsi que lors de visite de groupes.

## Créations typographiques
L'entreprise créant ses matrices a été à l'origine de nombreuses créations typographiques. Le principal créateur de caractères fut R. Hunter Middleton (1898-1985), auteur des polices Coronet, Delphian Open Title, Eusebius, Flair, Radiant, Record Gothic, Stellar, Tempo, Umbra… Ludlow édita également les créations de Robert Weibking (1870-1927), Douglas McMurtrie (1897-1944) et Hermann Zapf, né en 1918 (Optima, Palatino).

Stencil (R. H. Middleton)
Coronet (R. H. Middleton)
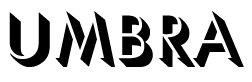
Umbra (R. H. Middleton)

### Machine Elrod
La Typograph pouvait être utilisée conjointement avec la machine Elrod, firme rachetée en 1920 par Ludlow, qui permet de fondre des espaces, des interlignes et filets de longueur d'un à vingt-quatre pouces, et d'épaisseur entre un et trente-six points. Le métal en fusion coule dans une rainure de hauteur et d’épaisseur variables, est refroidi à l’eau puis est coupé automatiquement à la longueur voulue.

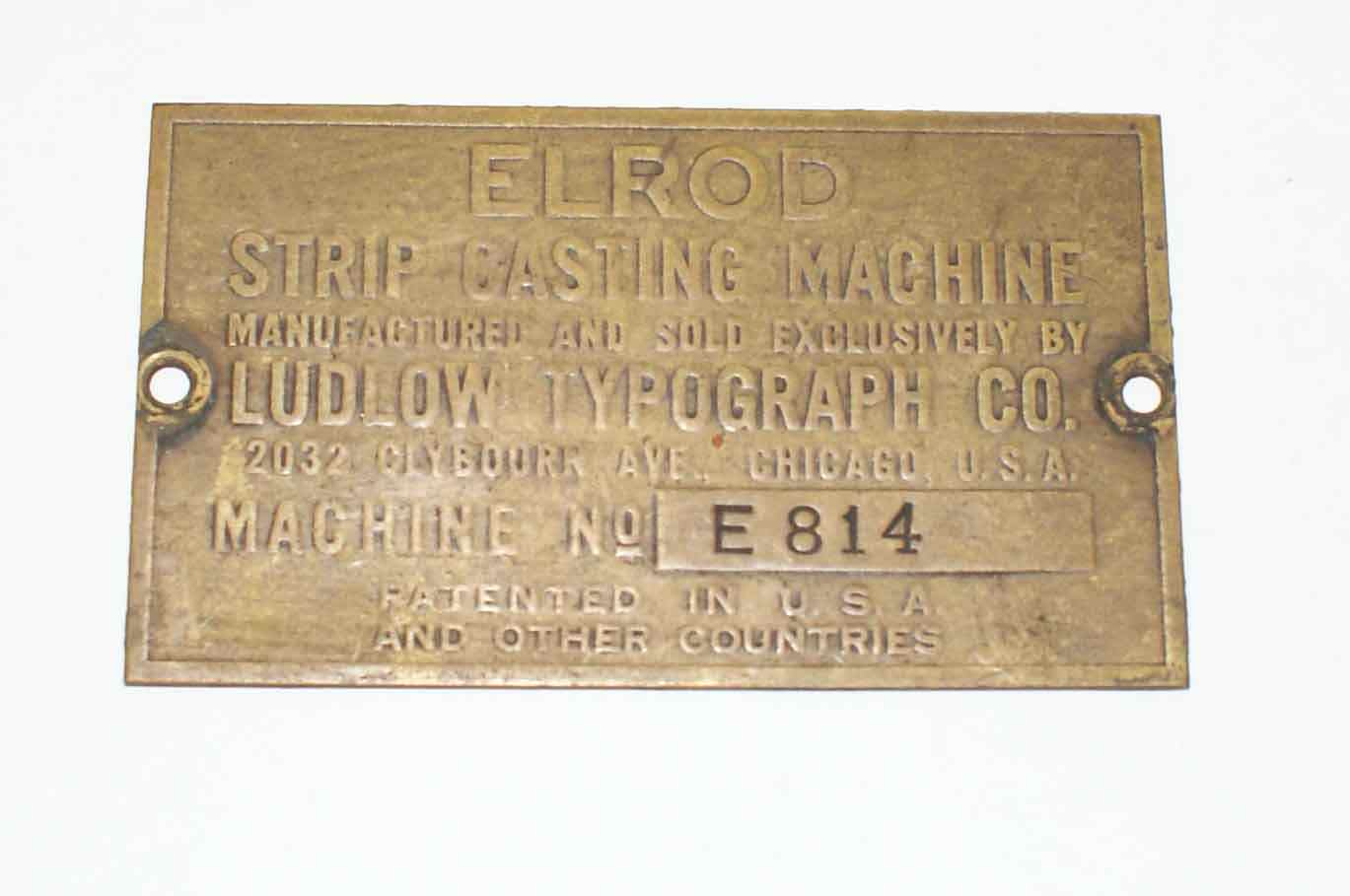
Plaque d’une machine Elrod
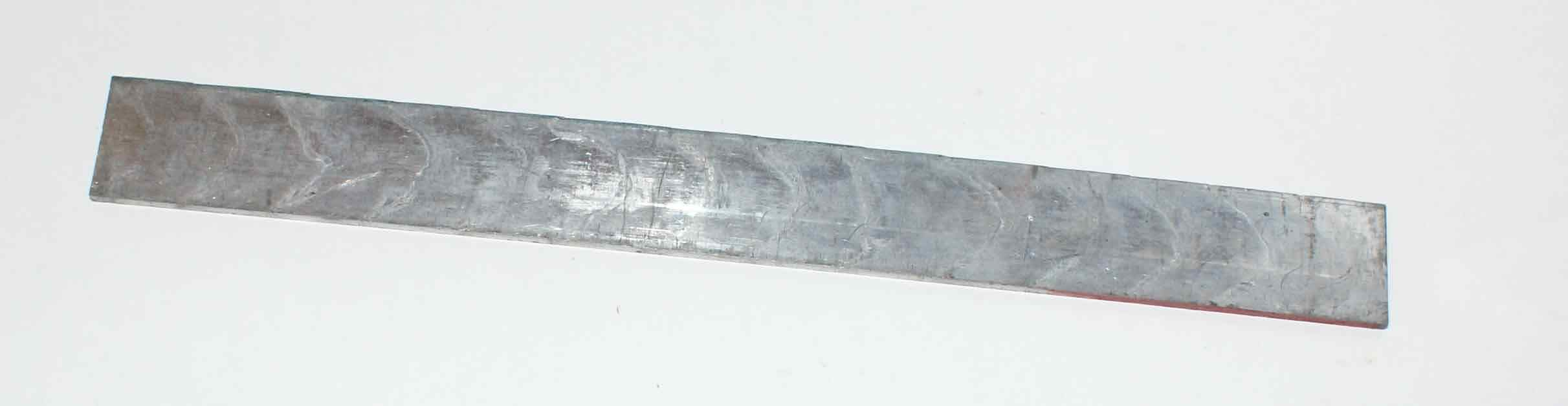
Interligne fondue avec la machine Elrod